# Troides
Genre
Le genre Troides regroupe des insectes lépidoptères de la famille des Papilionidae et de la sous-famille des papilioninae. Ce sont des papillons  de grande taille et parmi eux la femelle Troides alexandrae est, avec une envergure allant de 190 mm à 280 mm, le plus grand papillon diurne connu au monde.

## Historique et dénomination
Le genre Troides a été décrit par l'entomologiste allemand Jakob Hübner en 1819. L'espèce type pour le genre est Troides helena (Linnaeus, 1758).

### Synonymie
- Ornithoptera Boisduval, 1832[2]
- Amphrisius Swainson, 1833[3]
- Ornithopterus Westwood, 1840[4]
- Aetheoptera Rippon, [1890][5]
- Priamoptera Rippon, [1890][5]
- Pompeoptera Rippon, [1890][5]
- Trogonoptera Rippon, [1890][5]
- Schoenbergia Pagenstecher, 1893[6]
- Phalaenosomaippon, [1906] [7]
- Ripponia Haugum, 1975[8]
- Haugumia age & Treadaway, 2003[9]

## Taxinomie
Liste des espèces
- Troides aeacus (C. & R. Felder, 1860).
- Troides aesacus Ney, 1903.

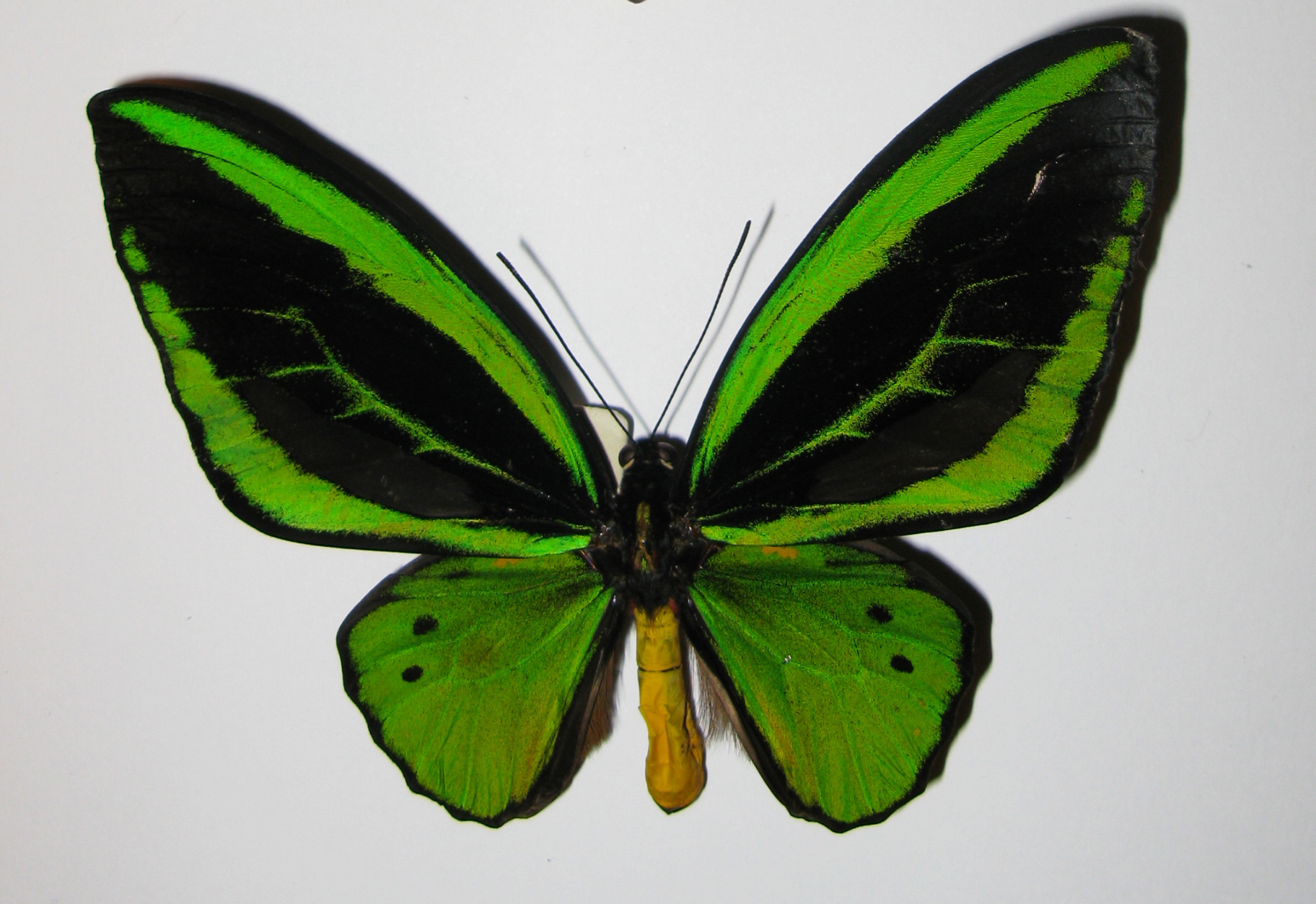
Troides priamus poseidon mâle

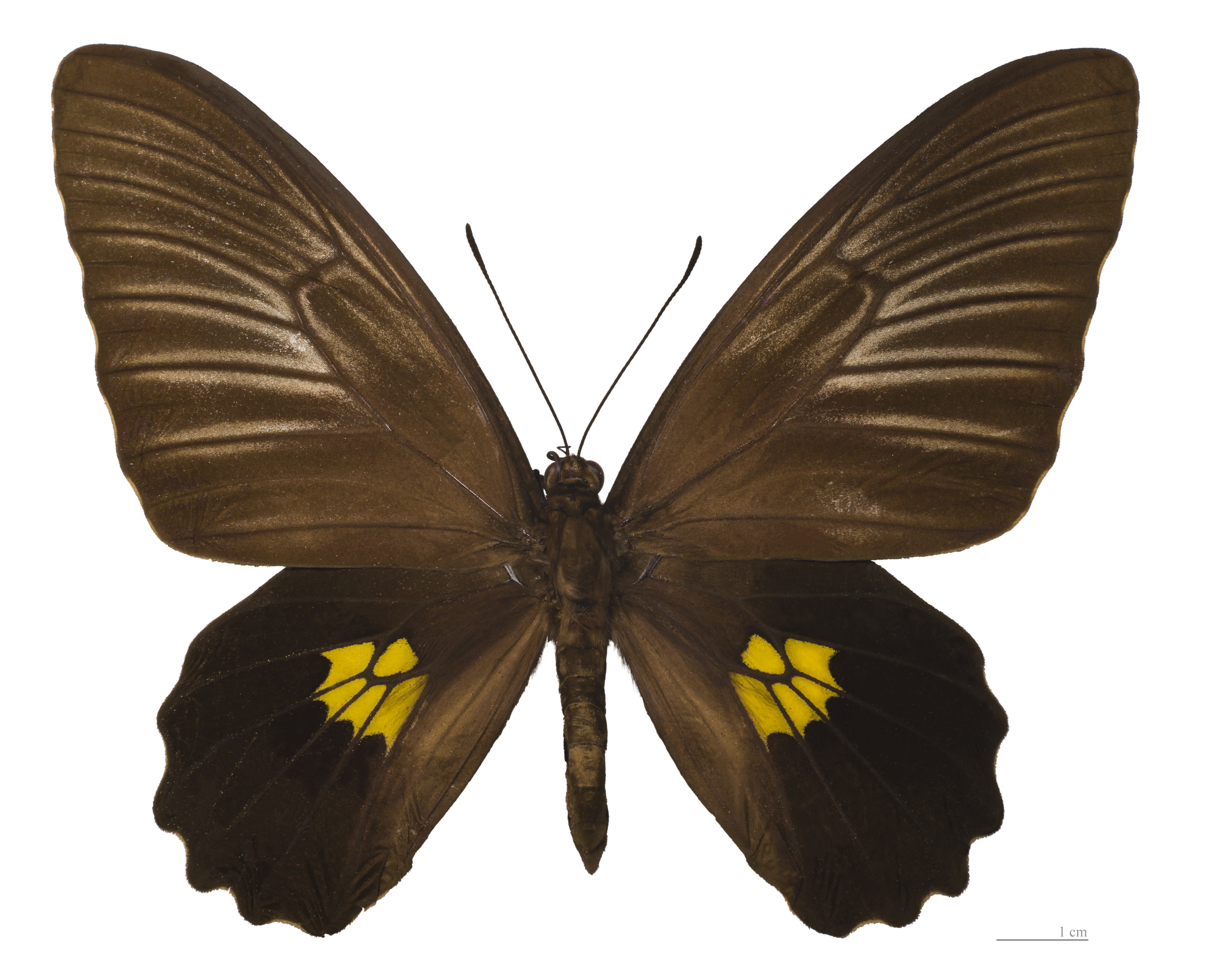
Troides staudingeri- Muséum de Toulouse

- Troides alexandrae (Rothschild, 1907) - Ornithoptère de la Reine Alexandra
- Troides allotei Rothschild, 1914.
- Troides amphrysus (Cramer, 1779).
- Troides andromache (Staudinger, 1892).
- Troides brookiana (Wallace, 1855).
- Troides caelestis Rothschild, 1898 ou Troides priamus caelestis.
- Troides chimaera Rothschild, 1904.
- Troides criton (C. & R. Felder, 1860).
- Troides croesus (Wallace, 1859).
- Troides cuneifera (Oberthür, 1879).
- Troides darsius (Gray, 1852)
- Troides dohertyi (Rippon, 1893).
- Troides euphorion (Gray, 1853) ou Troides priamus euphorion
- Troides goliath Oberthür.
- Troides haliphron (Boisduval, 1836).
- Troides helena (Linnaeus, 1758) espèce type pour le genre.
- Troides hypolitus (Cramer, 1775).
- Troides magellanus (C. & R. Felder, 1862).
- Troides meridionalis Rothschild, 1897.
- Troides minos (Cramer, 1779).
- Troides miranda (Butler, 1868).
- Troides oblongomaculatus (Goeze, 1779).
- Troides paradisea (Staudinger, 1893).
- Troides plato Wallace, 1865.
- Troides prattorum (Joicey & Talbot, 1922).
- Troides priamus (Linnaeus, 1758).
- Troides rhadamantus (Lucas, 1835).
- Troides richmondia (Gray, 1853) ou Troides priamus richmondia.
- Troides riedeli Kirsch, 1885.
- Troides rothschildi Kenrick, 1911.
- Troides staudingeri (Röber, 1888)
- Troides tithonus (de Haan, 1841).
- Troides trojana (Honrath, 1886).
- Troides urvillianus Guérin-Méneville Troides priamus urvillianus.
- Troides vandepolli (Snellen, 1890).
- Troides victoriae (Gray, 1856).

## Répartition
Les Troides résident au Népal, au Bhoutan, dans le sud de la Chine et à Taïwan, en Asie du Sud-Est (avec plusieurs espèces endémiques des iles d'Indonésie) et en Océanie.